# Copa del Rey 1908
Šestý ročník Copa del Rey (španělského poháru), který se konal od 12. dubna 1908 za účastí jen dvou klubů.
Trofej získal počtvrté ve své historii a obhájce minulých tří ročníku Real Madrid, který porazil Vigo Sporting 2:1.